# Сорокін Арнольд Іванович
Арнольд Іванович Сорокін (рос. Арнольд Иванович Сорокин; нар. 31 жовтня 1934, Москва, РРФСР) — радянський російський футболіст, воротар.

## Життєпис
Розпочав виступати на дорослому рівні 1953 року в команді «Металург» (Запоріжжя), зіграв два матчі в класі «Б». У 1954 році перейшов у таганрозьке «Торпедо», яке виступало в змаганнях колективів фізкультури, а в 1955 році разом з командою став чемпіоном РРФСР серед КФК. У 1956—1957 роках виступав у класі «Б», зіграв 68 матчів за таганрозький клуб.
У 1958 році перейшов у московське «Торпедо». Дебютний матч у класі «А» зіграв 16 квітня 1958 року проти тбіліського «Динамо» (6:1), замінивши під час матчу Альберта Денисенка. У складі автозаводців виходив на поле у восьми матчах вищої ліги і пропустив 16 голів.
По ходу сезону 1958 року перейшов до дніпропетровського «Металурга», але в команді не затримався. У 1959—1960 роках знову грав за запорізький «Металург».
У 1961 році перейшов у ризьку «Даугаву». Команда стала аутсайдером вищої ліги, а воротар зіграв 23 матчі і пропустив понад 40 м'ячів.
По ходу сезону 1962 року перейшов у «Ростсільмаш». Потім знову повернувся до запорізького «Металурга», а наприкінці кар'єри грав за «Азовсталь» (Жданов).
Подальша доля невідома.